# Litoria umbonata
Espèce
Statut de conservation UICN

 DD  : Données insuffisantes
Litoria umbonata est une espèce d'amphibiens de la famille des Pelodryadidae.

## Répartition
Cette espèce est endémique de Nouvelle-Guinée occidentale en Indonésie. Elle se rencontre à environ 1 600 m d'altitude dans la vallée de Baliem dans la province de Papouasie,.

## Publication originale
- Tyler & Davies, 1983 : A New Species of Litoria (Anura : Hylidae) from Irian Jaya, New Guinea. Copeia, vol. 1983, no 3, p. 803-808.